# Bryum bessonii
Bryum bessonii là một loài Rêu trong họ Bryaceae. Loài này được Renauld & Cardot mô tả khoa học đầu tiên năm 1909.